# Сытник, Александр Александрович
Александр Александрович Сытник (род. 7 июня 1957 года) — российский учёный-педагог, член-корреспондент РАО (2016).

## Биография
Родился 7 июня 1957 года.
В 1979 году — окончил механико-математический факультет Саратовского государственного университета имени Н. Г. Чернышевского, где был учеником выдающего кибернетика и организатора науки и образования, основоположника Саратовской кибернетической школы Анатолия Михайловича Богомолова.
В 1985 году — защитил кандидатскую диссертацию, тема: «Универсальность конечных автоматов».
В 1986 году — присвоено учёное звание доцента по кафедре математической кибернетики СГУ.
В 1993 году — после обучения в докторантуре Института проблем управления РАН защитил докторскую диссертацию.
В 1994 году — присвоено учёное звание профессора по кафедре теоретических основ информатики СГУ.
С 1994 по 1995 годы — проректор по информатике и информационным технологиям СГУ.
С 1993 по 2008 годы — заведующий кафедрой теоретических основ информатики и информационных технологий СГУ.
С 1995 по 1999 годы — директор Поволжского регионального центра новых информационных технологий СГУ.
В 1996 году — избран членом-корреспондентом, в 1999 году — избран академиком Российской академии естественных наук.
С 2000 по 2003 годы — проректор по науке СГУ.
С 2003 по 2008 годы — проректор по открытому образованию и информационным технологиям Саратовского государственного социально-экономического университета (СГСЭУ).
С 2008 по 2016 годы — первый проректор Саратовского государственного технического университета.
В 2016 году — избран членом-корреспондентом Российской академии образования от Отделения общего среднего образования.
С 2008 года по настоящее время — заведующий кафедрой информационно-коммуникационных систем и программной инженерии СГТУ.
С 2019 по 2020 годы — проректор по науке и инновациям СГТУ.

## Научная деятельность
Под его руководством защищено более 20 кандидатских и докторских диссертаций по проблематике информатики, кибернетики и социальной информатики.

### Организационно-методическая деятельность
Внёс существенный вклад в развитие образования в сфере информационных технологий и создание научно-образовательных структур в регионе. Им создан ряд кафедр в высших учебных заведениях региона: теоретических основ информатики и информационных технологий в СГУ (1993) и СГСЭУ (2003), информационных систем и технологий в СГТУ (2009).
По его инициативе образованы факультеты компьютерных наук и информационных технологий в СГУ (2000), информатики и информационных технологий в СГСЭУ (2003).
При его активном участии организованы Саратовский филиал Института операционных систем (1994), Соросовский интернет-центр СГУ (1998), Саратовский региональный ресурсный центр по проблемам информатизации (2003).
По направлению «Информатика и вычислительная техника» осуществил открытие специальностей «Вычислительные машины, комплексы, системы и сети» (СГУ, 1998) и «Математическое обеспечение и администрирование информационных систем» (СГСЭУ, 2003).
Под его руководством выполнен ряд проектов по созданию единого информационного научно-образовательного пространства региона, развитию технологий и современных средств телекоммуникаций, анализу информационных потребностей научно-образовательной сферы, мониторингу социально-образовательной сферы.

### Научно-методическая деятельность
По его инициативе для методического, кадрового и материально-технического обеспечения развития единой образовательной информационной среды в Приволжском Федеральном округе был создан Саратовский подцентр (2002—2003) как структурная составляющая Федерального ресурсного центра. Разработаны методологические основы совместимости российских и зарубежных образовательных программ высшего профессионального и дополнительного образования в области информационно-коммуникационных технологий (ИКТ) (2002—2003).
Разработаны концептуальные требования к структуре и сервисам региональных порталов, метаописания образовательных информационных ресурсов, созданы типовые блоки программного обеспечения (2003).
Является автором свыше 200 публикаций, в числе которых статьи в отечественных и зарубежных научных журналах, 12 монографий, а также ряд учебных изданий.
- Богомолов А. М., Сытник А. А. Универсальные конечные автоматы // Доклады АН СССР. 1987. Т. 294. № 3. С. 525—528.
- Sytnik A.A. Synthesis of universal finite automata // Lekture Notes in Computer Science. Springer-Verlag. 1987. T. 278. P. 432—435.
- Сытник А. А. Перечислимость при восстановлении поведения автоматов // Доклады РАН. 1993. Т. 238. № 1. С. 25-26.
- Сытник А. А. Восстановление поведения сложных систем. Саратов: Изд-во СГУ, 1992. 192 с.
- Сытник А. А. Методы и модели восстановления поведения автоматов // Автоматика и телемеханика. 1992. № 11. С. 149—159.
- Sytnik A.A., Posohina N.I. On Some Methods Of Discret Systems Behaviour Simulation // The materials of The First International Conference CASYS’97 on Computing Anticipatory SYStems. Liege (Belgium). 1997. Vol. 437. P. 552—559.
- Поляков А. А., Сытник А. А., Мельникова Н. И., Бунтов В. Д., Вагарина Н. С., Гельбух С. С., Коваль Е. О., Сороцкий В. А., Папшев С. В., Цикин И. А., Шульга Т. Э. Зарубежное образование в области информационно-телекоммуникационных технологий / Под редакцией А. А. Полякова, А. А. Сытника. Саратов: Изд-во СГУ, 2004. 272 с.
- Sytnik A.A. , ShulgaT.E. Functional Renewal of Behavior of Systems: Numerical Methods // Automation and Remote Control. 2003. Vol. 64. №. 10. P. 1620—1634. (Translated from Automatika i Telemehanika. 2003. № 10. P. 123—139.)
- Сытник А. А., Мельникова Н. И., Сумина Г. А. и др. Гуманитарное образование и информационно-коммуникационные технологии / Под редакцией проф. А. А. Сытника — Саратов: Изд-во Сарат. ун-та, 2008. 156 с.
- Sytnik Alexander A., Papshev Sergey V., Salin Vladimir S. Semantic Navigation Based on Object-Oriented Model of a Web Site // International Journal of Computing Anticipatory Systems. 2014. Vol. 28. P. 89-94. ISSN 1373-5411, ISBN 2-930396-17-2.
- Сытник А. А., Шульга Т. Э., Данилов Н. А., Гвоздюк И. В. Математическая модель активности пользователей программного обеспечения // Программные продукты и системы. 2018. Т. 31. № 1. С. 79-84.
- Сытник А. А., Папшев С. В., Шульга Т. Э. Математические модели и методы семантической кластеризации гипертекстовых структур // Информатизация образования и науки. 2019. № 1(41) С.120-129.

## Награды
- Стипендия Президента Российской Федерации как выдающийся учёный России
- Нагрудный знак «Почётный работник высшего профессионального образования Российской Федерации» (2001)
- Премия Президента Российской Федерации в области образования (2003) — за инновационные разработки в образования
- Золотая медаль Всероссийского выставочного центра (2004) — за развитие системы открытого образования в Саратовском регионе
- Заслуженный деятель науки Российской Федерации (2007)[2]